# كارل مولر
كارل ألكسندر مولر (بالألمانية: Karl Alexander Mueller) هو عالم فيزيائي سويسري حاز على جائزة نوبل للفيزياء عام 1987 عن اكتشافه موصلات فائقة في درجات الحرارة العالية. وشاركه في الجائزة العالم الألماني يوهانس بيدنورتز. ولد في 20 أبريل 1927 بمدينة بازل بسويسرا.

## روابط خارجية
- كارل مولر على موقع الموسوعة البريطانية (الإنجليزية)
- كارل مولر على موقع مونزينجر (الألمانية)
- كارل مولر على موقع ميوزك برينز (الإنجليزية)
- كارل مولر على موقع إن إن دي بي (الإنجليزية)